# まんが 水戸黄門
『まんが 水戸黄門』（まんが みとこうもん）は、1981年9月3日から1982年7月15日までテレビ東京（1981年9月最終週までは東京12チャンネル）にて放送された、ナック（現：ICHI）製作のテレビアニメ。全46話。

## 解説

### 制作面
タイトルの通り、時代劇『水戸黄門』のテレビ漫画＝アニメ版である。内容も一般的な『水戸黄門』の形式を踏襲しており、ほぼ毎回「旅先で悪徳役人や悪代官、盗賊が民衆を困らせようと悪事を働く→黄門一行が懲らしめる」という、多くの水戸黄門作品と同様のストーリー展開だった。それまで多く製作された各種映画・ドラマ版とは直接の関連はないが、ストーリーの様式や徳川家紋入りの印籠を見せて平伏させるなど、『パナソニック ドラマシアター（旧ナショナル劇場）』版の『水戸黄門』からの強い影響が見られる。
一方で、随所にヒロイックアニメ的な演出が盛り込まれている。アップテンポの主題歌や、「流星十文字斬り」や「葵三ツ葉返し」などの必殺技を持つ助さんと「力だすき」というアイテムで百人力になる格さん、そして印籠を出すシーンの派手な演出などにそれが見られる。その他、「実写で出来ない事をする」というコンセプトの元、人語を話す犬の鈍兵衛を登場させるなどの自由な発想も組み込まれている。時には時代考証をせず登場人物に横文字を使わせ、いずれも変装や幻覚による偽物ながら妖怪や鬼などを懲らしめる回も見られた。また、悪を懲らしめてハッピーエンドという基本の形式のみならず、第29話のように悲劇的な結末を迎えるエピソードも存在する。
脚本構成の伊東恒久は「『水戸黄門』というと、大人のもの（年齢層高めの視聴者中心）。アニメならではのリアリティを出すため、この企画はまずそのイメージを崩すところから始まった」と話している。
放送開始から1か月間は、キー局の東京12チャンネルが現社名に変更する直前だったなど諸々の事情で「製作・ナック」とクレジットされていたが、社名変更した1981年10月以降は「製作・テレビ東京、ナック」とクレジットが変更されている。

### 放映状況・視聴手段
当時テレビ東京系の放送局があったのは関東・大阪（1982年3月、テレビ大阪が開局）のみで、それ以外の地域では系列外の局で放送された。サンテレビ（兵庫県域）や北海道テレビのほか、長崎放送とテレビ熊本でも放送されていた。その後、サンテレビや北海道テレビでは編成の都合上、1982年春に放送を打ち切った模様。サンテレビの場合はテレビ大阪が本放送を開始したことも、打ち切りの理由とされる。
東海地方では放送当時テレビ愛知開局前（1983年9月開局）で、他の在名局での放送も行われず、テレビ愛知開局後に『マンガのくに』枠で放送されていた。
視聴率6%を超えれば成功と言われた当時、シリーズを通して10%前後を維持する人気を有していた。イタリアへの輸出も行われており、『L'invincibile Shogun（無敵の将軍）』というタイトルで放送された。
権利切れ後に一部の地方局、ケーブルテレビ局、スカパーのアニメ専門チャンネルAT-Xにて全話再放送がされるも、全話を収録した映像ソフトも発売されていなかったため、長い間「幻のテレビアニメ」という扱いをされていた。
その後、2004年にフジテレビの番組『トリビアの泉 〜素晴らしきムダ知識〜』にて“「水戸黄門」のアニメがある”として取り上げられた。2006年10月22日からは時代劇専門チャンネルにて全46話の放送が開始（同チャンネルでは2022年9月15日からも全46話を放送）。2008年10月12日にテレビ朝日の番組『大胆MAP』でも紹介され、出演者やスタジオの観客を驚かせた。
村西とおるが代表を務める「ニューシネマジャパン」というアダルトビデオを中心に製作しているメーカーから子供向け廉価DVD“アニメの王国”シリーズの一環として、第1・第2話収録の第1巻と第3・第4話収録の第2巻が発売された。しかし、権利元に無断で発売していた海賊版だったために問題になり、回収騒ぎになっている。このためAmazonでは購入できないほか、会社公式サイト上にもこの作品に関する情報は一切掲載されていない。
TV番組で紹介されたことで人気に火が付き、ラインコミュニケーションズより全話収録のDVD‐BOXが全3BOXにて発売された。DVD発売に伴い、TSUTAYAなどのレンタル店ではDVDレンタルされている。オリジナルフィルムは保存状態が悪く使用不可能なために、一部の話数を権利元が初回放送で録画した、シブサン（四分の三インチ）と呼ばれるU規格ビデオテープからDVD化している。その結果、エンドタイトルなどの部分も収録されている。現在の再放送も、シブサンテープからデジタルベーカムに変換して使用しているため、著しく画質が悪かったり、一部BGMが重なって聴こえる箇所などがある。
2021年4月30日、放送40周年を記念して、TCエンタテインメントから初のBlu-ray Disc化が実現した。オリジナルネガフィルムを修復し、HDネガテレシネによりHDリマスターを作成してBlu-ray化。映像特典として「まんが水戸黄門・パイロット版」、「日本の民話・パイロット版（笠地蔵、一寸法師）」を収録。

## 登場人物
水戸黄門、助三郎、格之進以外はアニメオリジナルキャラである。回によって八兵衛、弥七と言ったゲストキャラが登場することはあるが、名前が同じだけでドラマ版の登場人物との関連性は無い。
水戸黄門 / 黄門様
声 - 杉田俊也
キャラクターの設定は、時代劇のものを踏襲している。普段は好々爺だが、一度事件に巻き込まれればその頭脳で真相を導き出し、悪党に裁きを下す。悪党に利用されたり、やむを得ない理由でも過ちを犯した者は叱責し、正しい道を歩むように促す（ただし、番組後期には盗みを働いた親子や盗賊団に加担していた少女を特に咎めないシーンも見受けられる）。殺陣シーンでは、格さんに「力だすき」を投げる役目もし、稀に自ら戦うこともある。
助さんや格さんのような派手なアクションシーンがほとんど無いため、表情で存在感を出さなければならないキャラであった。
助三郎 / 助さん
声 - 鈴置洋孝
剣術の達人。超人的な身のこなしで、隠密に近い役割も果たす。「七ツ星一刀流」と言う流派の使い手であり、「流星十文字斬り」「葵三ツ葉返し」「葵真空斬り」といった必殺技を持つ。格さんや捨丸をからかったりなどの茶目っ気もあるが基本的に真面目な性格で、ドラマ版のような女好きな一面は見られない。本作では印籠を出すのは助さんの役割である。
格之進 / 格さん
声 - 池田勝
怪力の大男。普段でも十人力を誇るが、黄門様から受け取った「力だすき」を身につけることで百人力となり、大木を引き抜いて振り回したり、山の向こうへ相手を投げ飛ばしたりするほどの怪力を発揮する。しかし「力だすき」が無いと空腹で力が出せなかったり敵の罠に嵌められたりなど、今一つ活躍できないシーンもしばしば見られる。刀も使えない訳ではないが、基本的に素手で戦う。豪胆で義理人情溢れる好漢だが、短気な一面もあり、生真面目で堅物だったドラマ版とは性格が大きく異なっている。また、食いしん坊で女性に弱いなど、うっかり八兵衛の要素も兼ね備えている。
捨丸
声 - 松岡洋子
忍者の少年。名前の通り孤児であり、盗みで生計を立てていたが、格さんのおにぎりを盗んだことで黄門様一行と関わりを持つ。盗みについては黄門様に叱られるも、その行動が結果的に悪党の悪事を暴いたことで不問とされ、もう盗みはしないことを誓ってお供としてついて来る。しかし以降も事件に巻き込まれるトラブルメーカー的な役割が多いため、格之進と同様にうっかり八兵衛に近い立場の存在である。捨丸中心の展開や捨丸と鈍兵衛の視点で進むシーンも少なくなく、捨丸が旅先の子供と知り合ったことが切っ掛けで一行が関わる事件が多い。
鈍兵衛
声 - 龍田直樹
捨丸の相棒のイヌ。知能が高く、二本足で立ったり前足を手のように使ったりと、まるで人間のように振る舞うことが多い。人間の言葉も話せるが、それは捨丸にしか通じない。お調子者で、動物ならではの活躍をすることも多いが、トラブルに巻き込まれることもまた多い。頭突きや回し蹴りが得意技。
お琴
声 - 伊倉一恵（第2話 - 第26話・第44話）
長崎奉行の娘。父に幕府転覆の疑いをかけられたことで家は取り潰しに遭い、その無実の罪を晴らそうとした父が失踪。その後、母は心労で亡くなり、自身は父の後を追って旅に出た。その途中、黄門様一行と出会い、旅に加わることになる。当初は清楚で淑やかな女性だったが、徐々に砕けた一面や活発な性格も見せるようになる。格さんに惚れられており、捨丸にとっては姉のような存在である。武術の心得があり、並の悪党なら軽く投げ飛ばせるだけの腕っ節を持つ。京都にて父親と再会し、一行から外れる。一行が長崎を訪れた第44話では再登場した。
大文字天狗
声 - 若本紀昭（第26話・第44話）
火縄銃を持ち、京都で活躍する天狗面の怪傑。その正体は、お琴の父親だった。黄門様一行が京都に到着する頃には、かつて自身に無実の罪を着せた者達の悪事の証拠を掴んでおり、お琴と再会したことで共に長崎へと帰る。
お夏
声 - 三浦雅子（第27話 - 第46話）
しっかり者の浪速商人の少女。お琴と入れ替わるように一行に加わる。商品を台無しにした捨丸を損害分働かせたことで黄門様一行と知り合い、その際の事件を経て黄門様を慕うようになったため、商いの修行と称して一行に同行する。捨丸や鈍兵衛とは仲が良いが、喧嘩することも多い。
なお、第12話に同名のキャラが登場するが、別人である。

## スタッフ
- 制作 - 西野聖市（ナック）
- 企画 - 西條剋麿（ナック）
- プロデューサー - 江津兵太（テレビ東京。第5話以降、クレジットに表記される）、戸井田博史（ナック）
- チーフディレクター - 岡迫和之（第1話 - 第26話）→新田義方（第27話 - 第46話）
- 脚本構成 - 伊東恒久
- キャラクター設定 - 森下圭介
- 音楽 - 羽田健太郎
- 美術監督 - 亀崎経史
- 色彩設定 - 長沢佳代、黒川めぐみ、蓮見晃弘
- 撮影監督 - 森口洋輔（スタジオ・ウッド）
- 編集 - 吉田恵美子（三陽編集室）
- 製作 - テレビ東京（第5話以降表記。第4話まで放送局表記なし）、ナック

### 各話スタッフ
- 脚本 - 伊東恒久、荒木芳久、水野均、吉田進、吉田喜昭、藤まさとし、市川靖、菅良幸、安藤豊弘
- 演出 - 岡迫和之、吉田浩、内田祐司、原田伊佐央
- 作画監督 - 森下圭介、昆進之介、鈴木孝夫

## 主題歌
オープニングテーマ - 「ザ・チャンバラ」
作詞 - 荒木とよひさ / 作曲 - 土持城夫 / 編曲 - 羽田健太郎 / 歌 - 塚田三喜夫
エンディングテーマ - 「ビューティフル モーニング」
作詞 - 荒木とよひさ / 作曲・編曲 - 羽田健太郎 / 歌 - 塚田三喜夫
上記2曲を収録したEPレコードは、トリオレコードから発売。
2009年4月15日にコロムビアミュージックエンタテインメントから発売されたCD『青春ラジメニア 20周年記念アルバム アニソン玉手箱〜ひねくれの逆襲〜』（品番：COCX-35482）にて、OP曲『ザ・チャンバラ』が初CD化されている。また、2019年1月23日にウルトラ・ヴァイヴから発売されたCD、『歌謡曲番外地トリオレコード【TV・ノヴェルティ篇】 恋のホワン・ホワン』（品番：CDSOL-1820）にて、ED曲「ビューティフル モーニング」が収録されている。
「ザ・チャンバラ」は『トリビアの泉 〜素晴らしきムダ知識〜』で放送された際にゲストに好評だったことから、司会の高橋克実の提案によりその回から番組のエンディングテーマとして短期間使用された。

## 各話リスト
| 話数 | サブタイトル                | 脚本       | 演出       | 作画監督 |
| ---- | --------------------------- | ---------- | ---------- | -------- |
| 1    | 必殺・流星十文字斬り        | 伊東恒久   | 岡迫和之   | 森下圭介 |
| 2    | 悪魔の谷・大爆発            | 吉田喜昭   | 吉田浩     | 鈴木孝夫 |
| 3    | たらふく食べた悪い夢        | 荒木芳久   | 内田祐司   | 昆進之介 |
| 4    | 黒旗党をやっつけろ          | 吉田喜昭   | 吉田浩     | 鈴木孝夫 |
| 5    | 謎の大名行列                | 荒木芳久   | 岡迫和之   | 鈴木孝夫 |
| 6    | 馬子と若様                  | 藤まさとし | 内田祐司   | 昆進之介 |
| 7    | 助三郎危機一髪              | 伊東恒久   | 岡迫和之   | 鈴木孝夫 |
| 8    | ジャジャ馬姫まかり通る      | 市川靖     | 吉田浩     | 昆進之介 |
| 9    | 恐怖の河童大王              | 水野均     | 内田祐司   | 鈴木孝夫 |
| 10   | 鈍兵衛出世 太閤記           | 吉田進     | 岡迫和之   | 昆進之介 |
| 11   | 大暴れ・勇者の村            | 吉田喜昭   | 吉田浩     | 鈴木孝夫 |
| 12   | 激突・兄妹筏                | 荒木芳久   | 内田祐司   | 昆進之介 |
| 13   | 鈍兵衛 暗殺指令             | 吉田進     | 吉田浩     | 鈴木孝夫 |
| 14   | 空飛ぶ怪盗 むささび小僧     | 吉田進     | 岡迫和之   | 昆進之介 |
| 15   | 火を吹く妖怪大天狗          | 吉田進     | 吉田浩     | 鈴木孝夫 |
| 16   | 日本一の悪い奴              | 吉田喜昭   | 吉田浩     | 昆進之介 |
| 17   | クジラに乗った少年          | 荒木芳久   | 内田祐司   | 鈴木孝夫 |
| 18   | 盗まれた将軍家の馬          | 吉田進     | 吉田浩     | 昆進之介 |
| 19   | 大決戦 捨丸対大ダヌキ       | 水野均     | 岡迫和之   | 鈴木孝夫 |
| 20   | 大暴れ猿の軍団              | 吉田喜昭   | 吉田浩     | 昆進之介 |
| 21   | わんぱく砦 大人をやっつけろ | 吉田喜昭   | 吉田浩     | 鈴木孝夫 |
| 22   | 泣き笑い 鈍兵衛の初恋       | 吉田進     | 岡迫和之   | 昆進之介 |
| 23   | 村を救った大ムカデ          | 吉田進     | 吉田浩     | 鈴木孝夫 |
| 24   | 湖の竜の首を斬れ            | 水野均     | 岡迫和之   | 鈴木孝夫 |
| 25   | どっちがどっち? ニセ黄門    | 荒木芳久   | 内田祐司   | 鈴木孝夫 |
| 26   | 悪魔の火文字                | 伊東恒久   | 岡迫和之   | 鈴木孝夫 |
| 27   | 難波のじゃりん娘            | 荒木芳久   | 岡迫和之   | 鈴木孝夫 |
| 28   | 地獄の塩田を救え!           | 吉田進     | 原田伊佐央 | 鈴木孝夫 |
| 29   | やまんばの黄金城            | 伊東恒久   | 岡迫和之   | 鈴木孝夫 |
| 30   | 海賊船をやっつけろ          | 水野均     | 吉田浩     | 鈴木孝夫 |
| 31   | お夏がお母さん?             | 吉田喜昭   | 原田伊佐央 | 鈴木孝夫 |
| 32   | 金毘羅さまで丸裸            | 荒木芳久   | 吉田浩     | 鈴木孝夫 |
| 33   | 命の泉を守れ                | 吉田喜昭   | 吉田浩     | 鈴木孝夫 |
| 34   | 海女を襲った人食い鮫        | 荒木芳久   | 原田伊佐央 | 鈴木孝夫 |
| 35   | 空を飛んだ少年              | 水野均     | 内田祐司   | 鈴木孝夫 |
| 36   | 雨に泣いた握り飯            | 荒木芳久   | 吉田浩     | 鈴木孝夫 |
| 37   | 困った犬猫騒動              | 荒木芳久   | 原田伊佐央 | 鈴木孝夫 |
| 38   | 父ちゃんを救え              | 吉田喜昭   | 吉田浩     | 鈴木孝夫 |
| 39   | おかしな発明家              | 水野均     | 内田祐司   | 鈴木孝夫 |
| 40   | 古墳山の謎を暴け            | 菅良幸     | 吉田浩     | 鈴木孝夫 |
| 41   | 捨丸・鈍兵衛の鬼退治        | 吉田進     | 内田祐司   | 鈴木孝夫 |
| 42   | 白い雌牛と少年              | 安藤豊弘   | 吉田浩     | 鈴木孝夫 |
| 43   | どすこい 権太の土俵入り     | 菅良幸     | 原田伊佐央 | 鈴木孝夫 |
| 44   | 泣くな捨丸 長崎の別れ       | 菅良幸     | 吉田浩     | 鈴木孝夫 |
| 45   | やんちゃ姫騒動記            | 荒木芳久   | 原田伊佐央 | 鈴木孝夫 |
| 46   | 鈍兵衛の命を賭けた恋        | 吉田進     | 吉田浩     | 鈴木孝夫 |

## 放送局
系列は当時のもの。
| 放送対象地域  | 放送局         | 放送日時                            | 系列                          | 備考                             |
| ------------- | -------------- | ----------------------------------- | ----------------------------- | -------------------------------- |
| 関東広域圏    | テレビ東京     | 木曜 19:00 - 19:30                  | テレビ東京系列                | 製作局 第5話まで東京12チャンネル |
| 青森県        | 青森テレビ     | 土曜 7:00 - 7:30                    | TBS系列                       |                                  |
| 岩手県        | 岩手放送       | 土曜 6:25 - 6:55                    | TBS系列                       | 現：IBC岩手放送                  |
| 山形県        | 山形テレビ     | 水曜 17:30 - 18:00 日曜 6:00 - 6:30 | フジテレビ系列                |                                  |
| 宮城県        | 東北放送       | 日曜 9:30 - 10:00                   | TBS系列                       |                                  |
| 福島県        | 福島テレビ     | 月曜 16:50 - 17:20                  | TBS系列 フジテレビ系列        |                                  |
| 新潟県        | 新潟総合テレビ | 日曜 6:35 - 7:05                    | フジテレビ系列 テレビ朝日系列 | 現：NST新潟総合テレビ            |
| 長野県        | テレビ信州     | 火曜 17:10 - 17:40                  | 日本テレビ系列 テレビ朝日系列 |                                  |
| 山梨県        | テレビ山梨     |                                     | TBS系列                       |                                  |
| 石川県        | 北陸放送       | 木曜 17:00 - 17:30                  | TBS系列                       | 1982年2月18日から4月8日まで放送  |
| 静岡県        | テレビ静岡     | 木曜 16:30 - 17:00                  | フジテレビ系列                | 1982年10月14日まで放送           |
| 大阪府        | テレビ大阪     | 木曜 19:00 - 19:30                  | テレビ東京系列                | サンテレビから移行               |
| 広島県        | 中国放送       | 木曜 17:30 - 18:00                  | TBS系列                       |                                  |
| 香川県 岡山県 | 西日本放送     | 日曜 16:30 - 17:00                  | 日本テレビ系列                |                                  |
| 福岡県        | 福岡放送       | 月曜-木曜 17:30 - 18:00             | 日本テレビ系列                | 遅れ日数不明の集中放送           |
| 長崎県        | 長崎放送       | 金曜 16:50 - 17:20                  | TBS系列                       |                                  |
| 熊本県        | テレビ熊本     | 火曜 17:30 - 18:00                  | フジテレビ系列 テレビ朝日系列 |                                  |

### 途中で打ち切られた放送局
| 放送対象地域 | 放送局       | 系列           | 備考             |
| ------------ | ------------ | -------------- | ---------------- |
| 北海道       | 北海道テレビ | テレビ朝日系列 |                  |
| 兵庫県       | サンテレビ   | 独立局         | テレビ大阪へ移行 |

## コミカライズ
秋田書店の『冒険王』で、増田ジュンの作画によって1981年10月号から1982年8月号まで連載。

## 海外放送
イランでペルシャ語に吹きかえられてテレビ放送されている。題名は「ミトコウモン」をペルシャ語に転記して「سفرهای میتی کومان」となっており、意味としては「旅のミトコウモン」になっている。水戸黄門は、イランではヒーローとして大人気とされている。
ペルシャ語の表記を英語に転記すると「MytyKvman」となるため、イランでは「水戸黄門」が転訛してミチコマンと呼ばれていることがある。
その他、中国やイタリアでも放送され、イタリアでは「L'invincibile shogun」のタイトルでDVD-BOX化されている。